# 1116 Catriona
1116 Catriona är en asteroid i huvudbältet som upptäcktes den 5 april 1929 av den sydafrikanske astronomen Cyril V. Jackson. Dess preliminära beteckning var 1929 GD. Det fick senare namnet Catriona, förmodligen efter en roman från 1893 av den skotske författaren Robert Louis Stevenson..
Catrionas senaste periheliepassage skedde den 6 november 2022. Dess rotationstid har beräknats 8,83 timmar.

### Fotnoter
1. ↑  I Sverige blev romanen mer känd under sin andra titel, David Balfour